# Rattanakosin

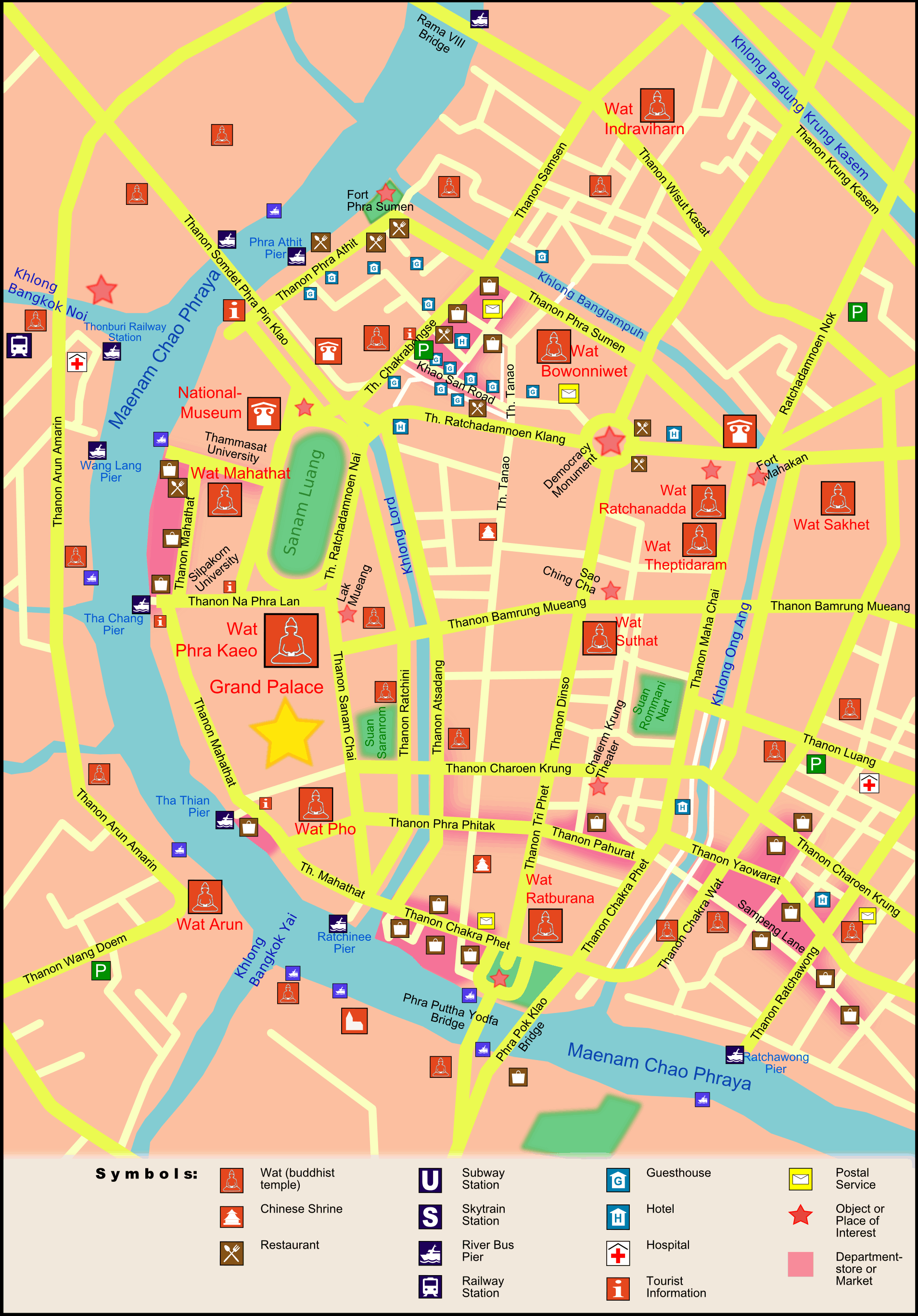
Übersichtskarte der heutigen Rattanakosin-Insel

Rattanakosin (thailändisch รัตนโกสินทร์, von Sanskrit ratnakosindra, „Indras Juwel“, Aussprache: [ráttàʔnáʔkoːsǐn]) heißt das historische Zentrum der heutigen thailändischen Hauptstadt Bangkok. Es wurde ab 1782 in einer Beuge des Mae Nam Chao Phraya (Chao-Phraya-Fluss), an dessen östlichem Ufer, gegenüber der bisherigen Hauptstadt Thonburi errichtet. Im Westen und Süden vom Chao Phraya umflossen und auf den anderen Seiten von Kanälen umgeben, wird es auch als „Rattanakosin-Insel“ (เกาะรัตนโกสินทร์) bezeichnet.

## König Rama I. und die Rattanakosin-Insel
Das Flussbett des Mae Nam Chao Phraya, so wie er heute mitten durch Bangkok fließt, wurde wesentlich in der Regierungszeit von König Chairacha von Ayutthaya (1534–1546) bestimmt. Der ließ nämlich einen Khlong (Kanal) graben, um die Fahrt vom Golf von Thailand bis zur Hauptstadt Ayutthaya durch zahlreiche Flussbiegungen abzukürzen. Der ursprüngliche Lauf des Flusses lässt sich noch heute erahnen, wenn man den Lauf des Khlong Bangkok Yai und des Khlong Bangkok Noi westlich des heutigen Hauptstromes ansieht.
Französische Ingenieure erbauten im Jahre 1675 Forts auf beiden Seiten des Flusses, sie mussten sich aber im Zuge des Sturzes König Narais („Siamesischen Revolution“) 1688 wieder von dort zurückziehen. Überreste des Forts auf der Thonburi-Seite sind heute noch an der Mündung des Khlong Bangkok Yai zu sehen. Dort wo das Fort auf dem östlichen Ufer stand, gründete König Phra Phutthayotfa Chulalok  (Rama I.) die neue Hauptstadt des siamesischen Reiches.
Über die Gründung im Jahre 1782 erzählt die Inschrift auf einem Denkmal vor der heutigen Stadtverwaltung von Bangkok:

„Als Phrabat Somdet Phra Phutthayotfa Chulalok Maharat [König Rama I.] zum König ernannt war, beschloss er die Gründung einer neuen Hauptstadt am rechten Ufer des Chao-Phraya-Flusses, da sich hier bessere Möglichkeiten der Verteidigung boten, als auf der westlichen Thonburi-Seite. Er beauftragte Phaya Thanmatikon und Phaya Wichitnawi die Bauarbeiten zu koordinieren. Am Sonntag, dem zehnten Tag des zunehmenden Mondes im Jahr des Tigers, im vierten Jahr der Dekade Chulasakarat 1144, also im Jahre 2325 buddhistischer Zeitrechnung, morgens um 6:54 Uhr wurde eine Zeremonie der ‚Grundsteinlegung‘ [Setzen der Stadtsäule, thailändisch Lak Mueang] durchgeführt.

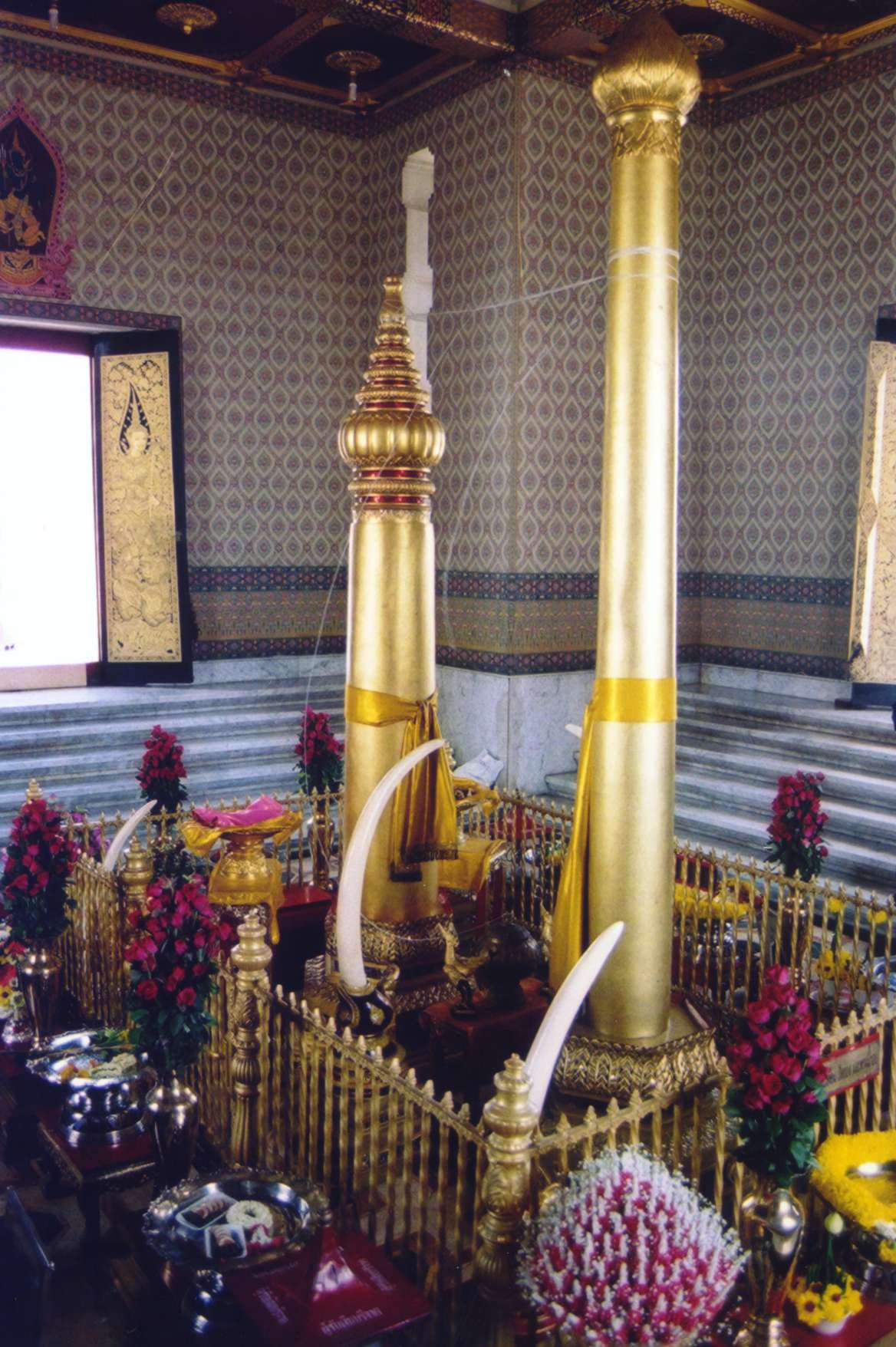
Lak Muang, Stadtsäule von Bangkok

Nach der Gründung des Großen Palastes wurde Rama I. am 10. Juni 2325 in einer königlichen Zeremonie offiziell zum König gekrönt. Dies wurde drei Tage lang ausgiebig gefeiert. Während der Zeremonie wurde die Hauptstadt nach Phra Phuttha Maha Mani Rattana Patimongkon vom König feierlich auf den Namen Krung Rattanakosin In-Ayothaya getauft.
Spätere Könige änderten den Namen mehrmals ab, bis letztendlich die ‚Krung Rattanakosin‘ den heutigen Namen bekam: ‚Krung Thep Maha Nakhon Amon Rattanakosin Mahinthrayutthaya Maha Dilokphop Noppharat Ratchathani Burirom Udom Ratchaniwet Maha Sathan Amon Piman Awathan Sathit Sakkhathattiya Witsanukam Prasit‘“

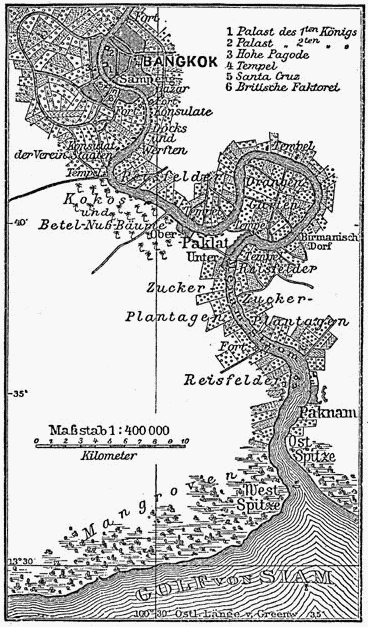
Historische Karte: Bangkok am Chao Phraya (um 1888)

Motive für die Verlegung der Hauptstadt waren vermutlich strategischer, praktischer wie auch symbolischer Natur. Mit der Lage auf der östlichen Flussseite sollte der Regierungssitz weniger anfällig für Angriffe der Birmanen aus dem Westen sein. Der Holzpalast Taksins in Thonburi lag außerdem auf einem relativ schmalen Streifen zwischen zwei Tempeln, die einen weiteren Ausbau verhinderten. Für die Neuanlage an einem anderen Ort mag für den Gründer der neuen Dynastie aber auch der Faktor gesprochen haben, sich von dem Stigma eines Usurpators zu befreien.
Das östliche Flussufer war ursprünglich sehr sumpfig, so dass es zuerst entwässert werden musste. Schon zur Zeit König Taksins wurde dazu ein schmaler Kanal, der Khlong Lot („Strohhalm-Kanal“) gegraben. Dort, wo der neue Palast geplant war, lebte bereits eine Gemeinschaft von wohlhabenden chinesischen Kaufleuten, die wahrscheinlich den dort bereits vorhandenen Wat Potharam (heute Wat Phra Chetuphon, kurz: Wat Pho) unterstützten. Diese mussten ihre Geschäfte nun umsiedeln, und zwar in die „Gärten“, einer damals unbesiedelten Gegend vor der Stadt, die heute als Sampheng bekannt ist, das Bangkoker „Chinesenviertel“ entlang der Thanon Yaowarat im Bezirk Samphanthawong. Dann konnten die ersten Gebäude des neuen Palastes gebaut werden. Später kam dann eine hohe Backsteinmauer dazu, die das Areal von heute 250 ha nach außen abschirmte.
Als Vorbild für den neuen Palast diente der zerstörte Palast von Ayutthaya. Der Palast wurde so geplant, dass der König ihn nie verlassen musste. Wenn er sich dem Volk zeigen wollte, betrat er einen speziell dazu erbauten Balkon, heute noch als Teil der Ostmauer zu sehen. Der Palast enthielt einen Inneren Bereich, den Wang Nai. Hier befand sich die Private Residenz des Königs, seine Blumengärten und die Villas der Königin und der Chao Chom (Nebenfrauen des Königs) mit deren Kindern und weiblichen Bediensteten. Der innere Bereich faszinierte als „Stadt der Frauen“ ausländische Besucher noch bis ins frühe 20. Jahrhundert. Im Äußeren Bereich befand sich das eigentliche Machtzentrum des siamesischen Reiches. Hier wohnte und lebte der Premierminister mit seinen Sekretären, hier gab es das Hohe Gericht, die königliche Ratsversammlung, die königlichen Wachen, sogar die königliche Artillerie hatte hier ihr Quartier. Für den königlichen Tempel, der den Smaragd-Buddha beherbergen sollte, wurde ein eigener Bereich geschaffen.
Die Hauptstadtrolle der Machtzentren im kontinentalen Südostasien der vorkolonialen Zeit wurde oftmals religiös-mythologisch erklärt. Ihre Lage sei von Göttern, Heiligen oder durch einen Fußabdruck des Buddhas vorherbestimmt. Solche Legenden gab es auch um die Gründung Ayutthayas. Um die religiöse Legitimität, die Macht und den Ruhm Ayutthayas zu beerben, musste die neue Hauptstadt ein „neues Ayutthaya“, eine möglichst originalgetreue Kopie der alten Hauptstadt sein. Da Ayutthaya ringsum von Wasser umgeben war, ließ der König auch hier im Osten der Stadt einen weiteren Kanal graben, so dass die Hauptstadt scheinbar auch auf einer Insel lag, der Rattanakosin-Insel. Dieser Äußere Stadtgraben oder Khlong Rop Krung (wörtlich: „Kanal, der die ganze Stadt umschließt“) wurde 1783 von 5.000 laotischen Kriegsgefangenen als Verteidigungsgraben ausgehoben und mit einer dicken, zinnenbewehrten Ziegelmauer eingefasst (Überreste dieser Mauer sind heute noch am Phra-Sumen-Fort und gegenüber dem Wat Bowonniwet in Banglamphu zu sehen).
Viele der Backsteine, die zum Bau der Mauer und der Forts benutzt wurden, wurden aus dem zerstörten Ayutthaya auf Leichtern den Fluss herunter gebracht. Der Graben wurde weit genug ausgehoben, um der Bevölkerung auch hier die in Ayutthaya so beliebten Bootsrennen bieten zu können. Als weitere Verteidigungsmaßnahme wurde der nordöstlich gelegene Teil der Rattanakosin-Insel als Sumpfgebiet belassen. Hier wurden später Obstbäume gepflanzt, und erst König Chulalongkorn ließ hier um 1899 die breiten Prachtstraßen bauen, die Thanon Ratchadamnoen („Straße, auf der der König lustwandelt“) genannt wurden und die noch heute den Großen Palast mit dem als Gartenstadt geplanten Dusit-Palast verbindet.
Nördlich des Großen Palastes lag der Sanam Luang (Königlicher Platz). Hier fanden die königlichen Kremationen statt, er war Schauplatz von jährlichen Zeremonien, wie das „Erste Pflügen“, einer brahmanischen Zeremonie, um das Volk einer guten Ernte zu versichern.
Der Vizekönig bekam seinen eigenen Palast gebaut, den sogenannten „Vorderen Palast“ (Wang Na), der sich nördlich vom ebenfalls zur Gründungszeit existierenden Wat Mahathat befindet. Er erhielt ein eigenes Tempelgebäude, den Wat Buddhaisawan mit dem Phra Buddha Sihing, einer bronzenen Buddha-Statue aus der Sukhothai-Zeit. Heute ist im Wang Na das Nationalmuseum, im südlichen Teil die renommierte Thammasat-Universität beheimatet.
König Rama I. setzte außerdem für seine Hauptstadt angemessen zahlreiche Tempel instand und gründete neue. Bereits zu Anfang seiner Regierungszeit erließ er, dass aus der zerstörten Hauptstadt die heiligen Bildnisse des Buddha nach Bangkok gebracht würden, um ihnen hier eine würdige Umgebung zu schaffen. Gemäß alten Chroniken hat Rama I. mehr als 1.250 Statuen aus zerstörten oder verfallenen Tempel im ganzen Land nach Bangkok schaffen lassen und sie an verschiedene Tempel seiner Hauptstadt verteilt. Wat Potharam, der alte Tempel der direkt südlich an seinen Palast grenzt, wurde renoviert und vergrößert, um den alten Glanz Ayutthayas wieder auferstehen zu lassen. Die Renovierung wurde von 20.000 Arbeitern in 12 Jahren durchgeführt, anschließend bekam er den heutigen Namen Wat Phra Chetuphon, bei Touristen ist er aber noch immer unter seinem alten Namen als Wat Pho bekannt.
Als religiöses und geographisches Zentrum seiner Hauptstadt ließ König Rama I. einen neuen großartigen Tempel bauen. Die gesamte Anordnung sollte „systematisch, ordentlich und sorgfältig ausgeführt werden, so dass dieser Tempel das würdevolle Highlight des ganzen Landes“ wird. Die Grundsteinlegung des neuen Tempels war am Montag dem ersten Februar 1807 auf dem Gelände, das neben der Sao Ching Cha („Große Schaukel“) lag, die ebenfalls einer brahmanischen Zeremonie diente. Die Haupt-Buddha-Statue sollte eine alte Statue werden, die sich ursprünglich im verlassenen Wat Mahathat in Sukhothai befand. Sie wurde mit dem Boot in die Hauptstadt gebracht und im Jahre 1808 im neuen Tempel geweiht. Anschließend bekam der Tempel seinen Namen Wat Suthat Thepwararam. Dieser Name bezieht sich auf die göttliche Stadt des Gottes Indra im Tavatimsa Himmel auf der Spitze des Berges Meru. Der König verstarb im Jahre 1809, ohne die Fertigstellung des Tempels mitzuerleben.

## Geschichtsepoche und Kunststil
Abgeleitet von der Insel beziehungsweise Stadt Rattanakosin wird auch die geschichtliche Epoche Siams/Thailands unter der Chakri-Dynastie von 1782 bis heute (oder manchmal nur bis zum Ende der absoluten Monarchie 1932) als Rattanakosin-Periode bezeichnet. Ebenso wird der Kunststil der Kunstwerke, die seit der Gründung Bangkoks 1782 entstanden, Rattanakosin-Stil genannt. Im Rattanakosin-Museum wird die Geschichte Bangkoks und Thailands seit 1782, die Entwicklung von Kultur und Gesellschaft in dieser Zeit dargestellt.